# Sandra Álvarez
Sandra Cecilia Álvarez Monsalve (Quito, 30 de mayo de 1967) es una política y activista LGBT ecuatoriana. Fue la fundadora de la Organización Ecuatoriana de Mujeres Lesbianas, una de las primeras organizaciones lésbicas del país. Fue además elegida en 2009 asambleísta nacional alterna, lo que la convirtió en la primera persona ecuatoriana abiertamente LGBT en llegar a dicho cargo.
En reconocimiento a su activismo en favor de los derechos de las poblaciones LGBT, en 2016 obtuvo el Premio Patricio Brabomalo por parte del Municipio de Quito.

## Biografía
Nació el 30 de mayo de 1967 en Quito, provincia de Pichincha. Realizó sus estudios secundarios en un colegio religioso, del que fue expulsada al finalizar el quinto curso al ser acusada de ser lesbiana. Posteriormente cursó una licenciatura en comunicación social en la Universidad Central del Ecuador.
A partir de los 20 años, ratificó su orientación sexual como lesbiana.
En 1993 inició una relación con Janneth Peña y, tras unos años de llevar la relación a distancia, se mudó a Cuenca con ella. En 1997, la familia de Peña se enteró de la relación y las golpeó salvajemente en un ataque homofóbico. Álvarez y Peña intentaron denunciar el hecho, pero debido a que la homosexualidad aún era un delito en Ecuador en ese entonces, la policía casi las arresta.
Álvarez se mudó junto con Peña a Quito y en el año 2000 ingresó a trabajar como comunicadora social a la Coordinadora Política de Mujeres Ecuatorianas, hecho que marcó su inicio como activista feminista. Cuando la Coordinadora inició una elección para un puesto de dirigencia en la organización, Álvarez se postuló y resultó electa. Sin embargo, sufrió discriminación homofóbica por parte de otras integrantes de la organización debido a su orientación sexual, incluyendo acusaciones de acoso, y por el hecho de que Peña ingresara a trabajar como contadora a la misma organización.
Luego de esta experiencia, Álvarez decidió crear una organización que se centrara en la defensa de los derechos de las mujeres lesbianas y ayudara a visibilizarlas, por lo que, junto a Peña y otras mujeres, fundó en junio de 2002 la Organización Ecuatoriana de Mujeres Lesbianas (OEML), que se convirtió en una de las primeras organizaciones lésbicas del país. La OEML obtuvo su personería jurídica en abril de 2003 y, desde entonces, Álvarez se ha mantenido como directora ejecutiva de la organización.
Durante el funcionamiento de la Asamblea Constituyente de Ecuador de 2007 y 2008, Álvarez estuvo presente en el proceso de elaboración del texto constitucional, como coordinadora del grupo de organizaciones de mujeres que habían traído recomendaciones para el articulado. Años después, Álvarez afirmó que la Asamblea no cumplió con las expectativas de los grupos de mujeres y LGBT por intentar no incomodar a grupos religiosos.
Para las elecciones legislativas de 2009, fue elegida asambleísta alterna del legislador Paco Velasco en representación de Pichincha, lo que la convirtió en la primera persona abiertamente LGBT en alcanzar un cargo de elección popular en la Asamblea Nacional en la historia de Ecuador.
El 20 de junio de 2016, la Municipalidad de Quito la nombró ganadora de la edición de ese año del Premio Patricio Brabomalo, por su trabajo a favor de los derechos de las poblaciones LGBT.